# Prokop Paeonius Světnovský
Prokop Paeonius Světnovský (též Procopius Paeonius, vlastním jménem Prokop Holý, používal také pseudonymy Svetnovius a Tentobrodenus; 1581/1582, Světnov – 3. listopadu 1613, Praha) byl český lékař a básník.

## Život
Medik byl profesorem a kvestorem Univerzity Karlovy v Praze. Holý si své jméno latinizoval na Paeonius, někdy použil také příponu Světnovský podle svého rodiště. Byl myšlenkovým pokračovatelem Marka Moravce Bydžovského z Florentina a v roce 1612 se Paeonius stal proboštem Karlovy koleje.
Publikoval latinská lékařská pojednání o anatomii lidského hrudníku. Dále Paeonius přeložil do češtiny pojednání o slávě a vznešenosti člověka. Jeho hlavním dílem bylo vícedílné pojednání o medicíně v raných fázích moru, které dokončil v roce 1613. Paeonius je také autorem latinského pohřební řeči z roku 1612 pro Marka Moravia Bydžovského.
Prokop Paeonius Světnovský zemřel 3. listopadu 1613 v Praze.